# P. J. Ruttledge
Pour les articles homonymes, voir Ruttledge.
Patrick Joseph Ruttledge (1er janvier 1892 - 8 mai 1952) est un homme politique irlandais du Fianna Fáil qui est ministre du Gouvernement local et de la Santé publique de 1939 à 1941, ministre de la Justice de 1933 à 1939, ministre des Terres et de la Pêche de 1932 à 1933. et vice-président du Sinn Féin de 1923 à 1926. Il est Teachta Dála (TD) de 1921 à 1951.

## Biographie
Né à Ballina, comté de Mayo, en 1892, il fait ses études au St Muredach's College et plus tard à la St. Enda's School, Rathfarnham, Dublin, dirigée par Patrick Pearse. Après des études au Trinity College de Dublin, il obtient son diplôme d'avocat en 1918 et ouvre un cabinet dans sa ville natale.
Pendant la Guerre d'indépendance irlandaise, il est actif dans l'armée républicaine irlandaise. C'est un ami proche de Seán Mac Diarmada, avec qui il vit quelque temps. Il participe à la politique locale, devenant président du conseil urbain de Ballina de 1919 à 1932 et président du conseil du comté de Mayo de 1922 à 1926.
Il est élu pour la première fois au Dáil Éireann en 1921 en tant que député du Sinn Féin pour Mayo Nord et Ouest. Il s'oppose au traité anglo-irlandais de 1921 et rejoint les forces républicaines. Il est grièvement blessé pendant la guerre civile. Il est réélu au Dáil en 1923 pour Mayo Nord et lors de dix autres élections jusqu'en 1951. En 1926, Ruttledge est membre fondateur du Fianna Fáil.
Il rejoint le cabinet d'Éamon de Valera en 1932, en tant que ministre des Terres et de la Pêche, ministre de la Justice et ministre des Collectivités locales et de la Santé publique, démissionnant en 1941 officiellement pour « mauvaise santé ». Cependant, certains historiens supposent que sa véritable motivation pour sa démission est qu'il s'oppose moralement à l'exécution des membres de l'IRA par le gouvernement du Fianna Fáil. Pendant le mandat de Ruttledge en tant que ministre de la Justice, trois hommes sont exécutés pour activités de l'IRA, mais il commue les condamnations à mort de huit autres hommes. Ruttledge reste député pendant plus d'une décennie après sa démission malgré sa « mauvaise santé ».
Ruttledge est décédé en 1952 alors qu'il est encore membre du Dáil. Il est décrit par l'Irish Times comme « un homme doux, gentil et droit ». Il épouse Helena Roddy en 1920 et ils ont un fils décédé jeune et trois filles. Éleveur de chevaux, il est membre du Turf Club et remporte le Derby irlandais avec Mondragon en 1939.